# 1213 Algeria
1213 Algeria (1931 XD) là một tiểu hành tinh vành đai chính được phát hiện ngày 5 tháng 12 năm 1931 bởi Reiss, G. ở Algiers.